# Walter Bishop Jr
Pour les articles homonymes, voir Bishop.
Walter Bishop, Jr, né le 10 avril 1927 à New York, mort le 24 janvier 1998  dans la même ville, est un pianiste et compositeur américain de jazz.

## Biographie
Walter Bishop Jr est le fils du compositeur Walter Bishop, Sr. (en). Il grandit dans le quartier de Harlem à New York et dès l’adolescence compte parmi ses amis le pianiste Kenny Drew, Sonny Rollins ou encore Art Taylor. Le jeune pianiste émerge en 1947 dans les clubs de Manhattan ce qui l’amène à jouer avec Art Blakey, Charlie Parker, Oscar Pettiford, Kai Winding et Miles Davis dans les années qui suivirent. Au début des années 1960, après un passage dans le groupe du tromboniste Curtis Fuller, il crée son propre trio avec Jimmy Garrison et G.T. Hogan (en). Il joue aussi, dans cette période, dans le quintet de Kenny Dorham, un passage documenté dans l'album K.D. Is Here qui résulte de plusieurs enregistrements d'émissions de jazz à la radio menées à l'époque par Alan Grant (né Abraham Grochowsky; 1919–2012). À la fin de cette même décennie il part étudier à la Juilliard School avec Hall Overton puis enseigne lui-même la théorie musicale dans des lycées de Los Angeles pendant les années 1970. Ses connaissances approfondies de la théorie et du jazz l’amèneront à écrire un livre: A Study in Fourths sur l'improvisation en jazz, basée sur les cycles de quartes et de quintes. Il continuera à se produire en public jusqu’à sa mort en 1998.

## Discographie

### En tant que leader
| Année de l'enregistrement | Titre                | Label      | Personnel/Notes |
| ------------------------- | -------------------- | ---------- | --- |
| 1961                      | Speak Low            | Jazztime   | Trio, avec Jimmy Garrison (contrebasse), G.T. Hogan (drums); aussi sorti comme Black Lion en tant que Milestones |
| 1962                      | A Pair of "Naturals" | Operators  | Trio, avec Butch Warren (contrebasse), G.T. Hogan (batterie) |
| 1963                      | Summertime           | Cotillion  | Trio, avec Butch Warren (contrebasse), Jimmy Cobb (batterie) |
| 1964–68                   | Bish Bash            | Xanadu     | Some tracks trio, avec Eddie Khan (contrebasse), Dick Berk (batterie); some tracks quartet, avec Frank Haynes (tenor sax) added; some tracks trio avec Reggie Johnson (contrebasse), Idris Muhammad (batterie) |
| 1971                      | Coral Keys           | Black Jazz | Most tracks quartet, avec Harold Vick (flute, saxophone soprano, saxophone ténor), Reggie Johnson (contrebasse), Alan Shwaetz Benger et Idris Muhammad (batterie); some tracks quintet, avec Woody Shaw (trompette) |
| 1973                      | Keeper of My Soul    | Black Jazz | Avec Ronnie Laws (flute, saxophone), Woody Murray (vibraphone), Gerald Brown (contrebasse, basse), Bahir Hassan (batterie), Shakur M. Abdulla (congas, bongos) |
| 1974                      | Valley Land          | Muse       | Trio, avec Sam Jones (contrebasse), Billy Hart (batterie) |
| 1975                      | Soliloquy            | Seabreeze  | Solo piano |
| 1976                      | Solo Piano           | Interplay  | Solo piano. Recorded on October 21, 1976. |
| 1976                      | Old Folks            | East Wind  | Trio, avec Sam Jones (contrebasse) Billy Higgins (batterie) |
| 1977                      | Soul Village         | Muse       | Avec Randy Brecker (trumpet, flugelhorn), George Young (soprano sax, alto sax), Gerry Niewood (tenor sax, flute), Steve Khan (guitar), Mark Egan (bass), Ed Soph (batterie), Victoria (congas, percussion) |
| 1977–78                   | Hot House            | Muse       | Some tracks trio, avec Sam Jones (contrebasse), Al Foster (batterie); some tracks quintet, avec Bill Hardman (trompette), Junior Cook (saxophone ténor); sortie en 1979 |
| 1978                      | Cubicle              | Muse       | Avec Randy Brecker (trompette, flugelhorn), Curtis Fuller (trombone), Rene McLean (soprano sax, alto sax, tenor sax), Pepper Adams (baritone sax), Joe Caro (guitare), Bob Cranshaw (Fender bass), Billy Hart (batterie), Ray Mantilla (percussion); Mark Egan (Fender bass), Carmen Lundy (vocals) added for one or two tracks |
| 1978                      | The Trio             |            | Avec Billy Hart, George Mraz |
| 1988                      | Just in Time         | Interplay  | Trio, avec Paul Brown (contrebasse), Walter Bolden (batterie) |
| 1989                      | Ode to Bird          | Interplay  | Trio, avec Paul Brown (contrebasse), Walter Bolden (batterie) |
| 1990                      | What's New           | DIW        | Trio, avec Peter Washington (contrebasse), Kenny Washington (batterie) |
| 1991                      | Midnight Blue        | Red        | Trio, avec Reggie Johnson (contrebasse), Doug Sides (batterie) |
| 1993                      | Speak Low Again      | Venus      | Trio, avec Paul Brown (contrebasse), Al Harewood (batterie) |

### Compilation
- 1965 The Walter Bishop Jr. Trio / 1965 (Prestige), compile A Pair of "Naturals" et Summertime

### En tant que sideman
Avec Gene Ammons
- Up Tight! (Prestige, 1961)
- Boss Soul! (Prestige, 1961)

Avec Shorty Baker & Doc Cheatham
- Shorty & Doc (Swingville, 1961)

Avec Art Blakey
- Blakey (EmArcy, 1954)
- Art Blakey Big Band (Bethlehem, 1957)

Avec Rocky Boyd
- Ease It (Jazztime, 1961)

Avec Miles Davis
- Dig (Prestige, 1951)
- Collectors' Items (Prestige, 1956)

Avec Kenny Dorham
- Kenny Dorham Quintet (Debut, 1953)
- Inta Somethin' (Pacific Jazz, 1961)

Avec Curtis Fuller
- Boss of the Soul-Stream Trombone (Warwick, 1960)
- The Magnificent Trombone of Curtis Fuller (Epic, 1961)
- Fire and Filigree (Bee Hive, 1978)

Avec John Handy
- Jazz (Roulette, 1962)

Avec Bill Hardman
- Focus (Muse, 1980 [1984])
- Politely (Muse, 1981 [1982])

Avec Milt Jackson
- Meet Milt Jackson (Savoy, 1949)

Avec Ken McIntyre
- Looking Ahead (New Jazz, 1960)

Avec Jackie McLean
- Swing, Swang, Swingin' (Blue Note, 1959)
- Capuchin Swing (Blue Note, 1961)

Avec Blue Mitchell
- Blue Mitchell (Mainstream, 1971)
- Vital Blue (Mainstream, 1971)

Avec Hank Mobley
- Mobley's 2nd Message (Prestige, 1956)

Avec Charlie Parker
- Swedish Schnapps (Verve 1951) side 2
- Fiesta (Verve 1952)
- Charlie Parker Plays Cole Porter (Verve, 1954)
- Live at Rockland Palace (Parker Records, 1952 [1983])

Avec Oscar Pettiford
- The New Oscar Pettiford Sextet (Debut, 1953)

Avec Dizzy Reece
- Soundin' Off (Blue Note, 1960)

Avec Charlie Rouse
- Takin' Care of Business (Jazzland, 1960)

Avec Archie Shepp
- On Green Dolphin Street (Denon, 1978)

Avec Sonny Stitt
- Broadway Soul (Colpix, 1965)

Avec Harold Vick
- Commitment (Muse, 1967 [1974])

Avec Stan Getz, Zoot Sims etc.
- The Brothers (Prestige, 1949)